# Каменка (приток Киргизки)
Каменка — река в России, протекает в Томской области. Устье реки находится в 57 км по левому берегу реки Киргизка, в 1 километре к северу от села Семилужки. Длина реки составляет 26 км.

## Данные водного реестра
По данным государственного водного реестра России относится к Верхнеобскому бассейновому округу, водохозяйственный участок реки — Томь от города Кемерово и до устья, речной подбассейн реки — Томь. Речной бассейн реки — (Верхняя) Обь до впадения Иртыша.